# Sächsische VIII 1
|                        |                                      |  |  |  |
| Anzahl                 | 8                                    |  |  |  |
| Indienststellung       | 1870                                 |  |  |  |
| Ausmusterung           | bis 1922                             |  |  |  |
| Achsformel             | 2'B                                  |  |  |  |
| Ø Treibrad             | 1.830 mm                             |  |  |  |
| Ø vorderes Laufrad     | 990 mm                               |  |  |  |
| Höchstgeschwindigkeit  | 70 km/h                              |  |  |  |
| Kesseldruck            | 8,5 kp/cm² 83,4 kN/cm²               |  |  |  |
| Kolbenhub              | 560 mm                               |  |  |  |
| Zylinderdurchmesser    | 406 mm                               |  |  |  |
| Rostfläche             | 1,32 m²                              |  |  |  |
| Verdampfungsheizfläche | 93,2 m²                              |  |  |  |
| mittlere Achslast      | 10,2 Mp 100,0 kN                     |  |  |  |
| Lokreibungslast        | 20,3 Mp 199,1 kN                     |  |  |  |
| Lokdienstlast          | 36,8 Mp 360,9 kN                     |  |  |  |
| Bremsbauart            | Westinghousebremsen Schleiferbremsen |  |  |  |

Die Gattung VIII 1 der Sächsischen Staatsbahn war eine Schnellzuglokomotive mit der Achsfolge 2'B. Eingesetzt wurden die Fahrzeuge auf der Strecke zwischen Dresden und Chemnitz.

## Geschichte
Sie entstanden nach dem Vorbild von Maschinen aus Württemberg. Ausgestattet waren sie mit einem amerikanischen Drehgestell und einer hohen Stehkesselbüchse anstelle des zweiten Dampfdoms. Zudem lag der Kessel höher.
Die über 50 Jahre alten Lokomotiven wurden von der Deutschen Reichsbahn ausgemustert, bevor sie eine neue Baureihenbezeichnung erhalten hatten.